# Pacaraima
Pacaraima es un municipio brasileño ubicado al nordeste del estado de Roraima, en la frontera con Venezuela, a 214km de la ciudad de Boa Vista, capital del estado de Roraima, y a 20 km de Santa Elena de Uairén en Venezuela.

## Historia
La historia del municipio de Pacaraima está ligada a la demarcación de la frontera con Venezuela por el ejército. Se origina alrededor de un portal conocido como BV-8 que marcaba la entrada o salida al país.
Pacaraima fue establecida el 17 de octubre de 1995 mediante la segregación de su territorio del municipio de Boa Vista, la capital del estado de Roraima.
El acceso al Pacaraima se hace a través de la carretera BR-174, la cual está pavimentada y en buen estado de conservación. Hay un servicio regular de bus que parte de Boa Vista. Pacaraima está conectada a la red eléctrica estatal.
En el 2018 se registraron disturbios, como la destrucción de un campamento y la quema de las pertenencias de inmigrantes venezolanos.

## Demografía

### Población del Municipio de Pacaraima
Las estimaciones de población (por cada año) se encuentra basadas de acuerdo a los censos oficiales.
| Año  | Población | Fuente                  |
| ---- | --------- | ----------------------- |
| 1990 | 4 818     | Estimaciones            |
| 1991 | 5 035     | Censo brasileño de 1991 |
| 1992 | 5 252     | Estimaciones            |
| 1993 | 5 469     | Estimaciones            |
| 1994 | 5 686     | Estimaciones            |
| 1995 | 5 903     | Estimaciones            |
| 1996 | 6 121     | Estimaciones            |
| 1997 | 6 338     | Estimaciones            |
| 1998 | 6 555     | Estimaciones            |
| 1999 | 6 772     | Estimaciones            |
| 2000 | 6 990     | Censo brasileño de 2000 |
| 2001 | 7 334     | Estimaciones            |
| 2002 | 7 678     | Estimaciones            |
| 2003 | 8 022     | Estimaciones            |
| 2004 | 8 367     | Estimaciones            |
| 2005 | 8 711     | Estimaciones            |
| 2006 | 9 055     | Estimaciones            |
| 2007 | 9 400     | Estimaciones            |
| 2008 | 9 744     | Estimaciones            |
| 2009 | 10 088    | Estimaciones            |
| 2010 | 10 433    | Censo brasileño de 2010 |
| 2011 | 11 076    | Estimaciones            |
| 2012 | 11 719    | Estimaciones            |
| 2013 | 12 363    | Estimaciones            |
| 2014 | 13 006    | Estimaciones            |
| 2015 | 13 649    | Estimaciones            |
| 2016 | 14 293    | Estimaciones            |
| 2017 | 14 936    | Estimaciones            |
| 2018 | 15 580    | Estimaciones            |
| 2019 | 16 223    | Estimaciones            |
| 2020 | 16 686    | Estimaciones            |

## Geografía
El municipio de Pacaraima, con sus 920 m de altitud, es considerado el municipio más alto del estado de Roraima y de toda la Región Norte de Brasil. Debido a esta diferencia altura, es posible padecer de Mal de montaña por un breve periodo cuando se viaja desde altitudes más bajas. Pacaraima es de clima monzónico, lo que puede llevar a temperaturas más bajas y precipitaciones frecuentes.

## Turismo
Su ubicación en la frontera con Venezuela lo convierte en un punto turístico. La región goza de una temperatura agradable. 
Sus mayores atractivos son las montañas circundantes con una gran cantidad de tepuyes, el resguardo indígena de San Marcos y el sitio arqueológico de Piedra Pintada que contiene inscripciones y pinturas rupestres.

## Hermanamientos
- Santa Elena de Uairén, Estado Bolívar (Venezuela)